# Wastine

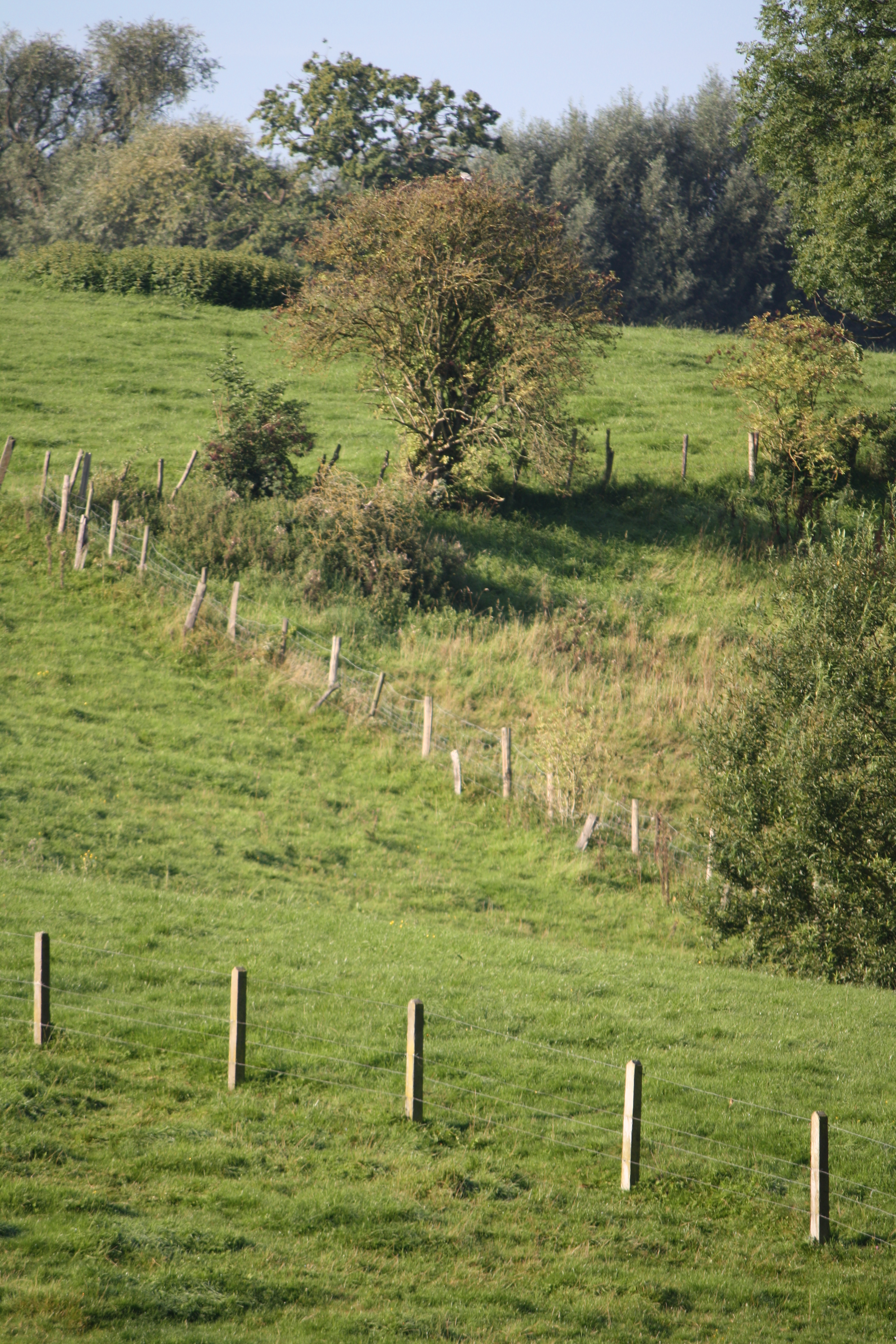
Wastinelandschap bij 't Burreken

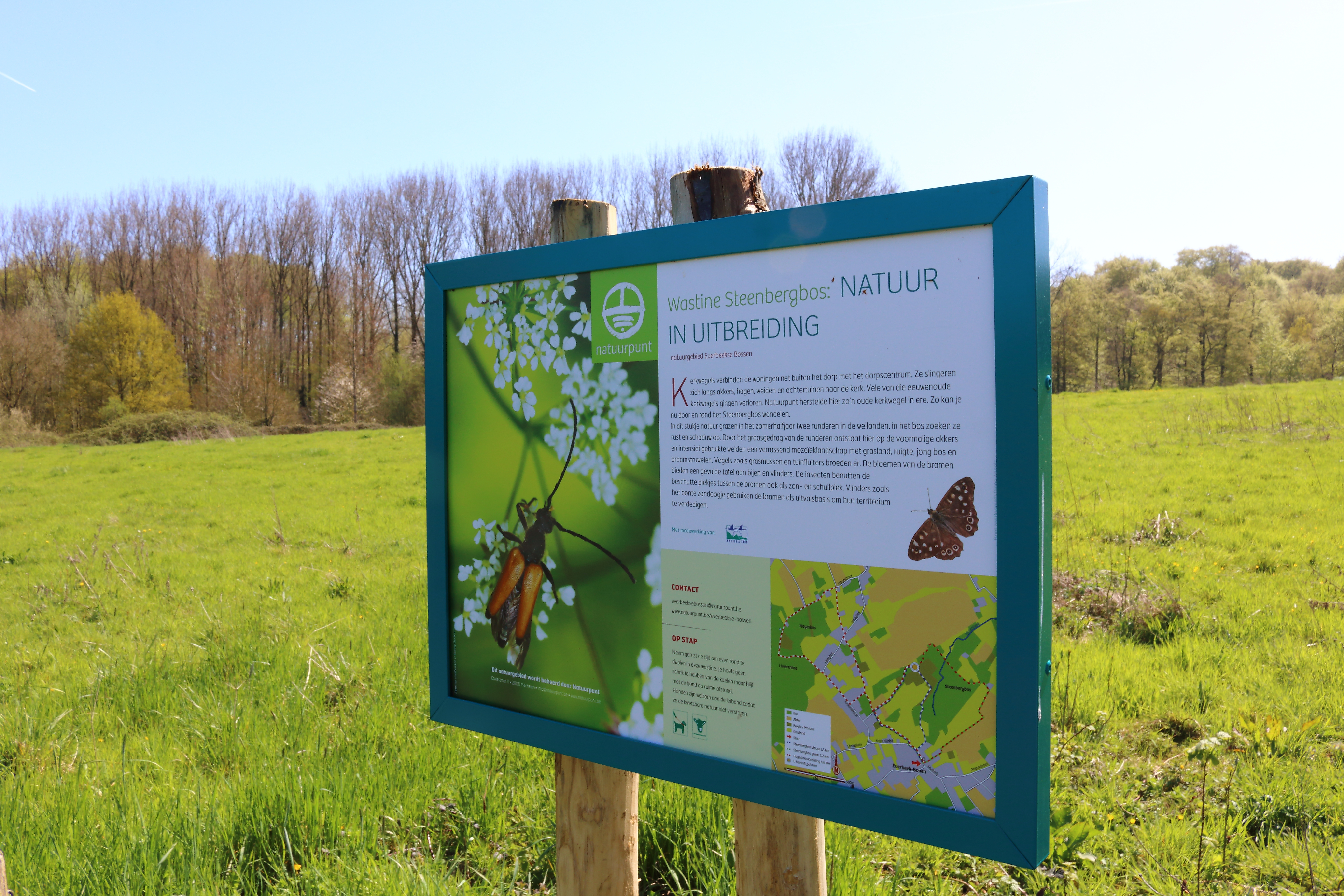
Wastine bij Everbeekse bossen

Wastines zijn een type woeste grond die bestaat uit een mozaïek van schrale graslanden met struiken en vaak doornstruweel waar bomen konden groeien die er tegen begrazing afgeschermd waren. Het was oud bosgebied dat gebruikt werd om vee te laten grazen en dat door overbegrazing en houtgebruik degradeerde tot een gebied waar struwelen, bosjes en weide in elkaar overlopen zonder scheidingslijnen.
In sommige natuurgebieden zoals in de buurt van het Raspaillebos in de Vlaamse Ardennen wordt getracht om met schapen een half-open wastine landschap in stand te houden.
Wastine of wastina  werd vroeger gebruikt als synoniem van woeste grond of woestenij, onbebouwd land waar geen landbouw gebeurde . Wastine werd vooral gebruikt om een type 'woeste gronden' te beschrijven dat vooral in Oost- en West-Vlaanderen voorkwam: een type landschap waarin grasland, heide, struweel en bos vermengd voorkomen.

## Etymologie
Andere namen voor een wastine zijn "wastijne" of "wastijn". In het Frans kent men hetzelfde begrip als een "gâtine", verwant met het werkwoord "gâter" dat verwennen of verspillen betekent. In het Engels kennen we het als "wasteland". Alle termen zijn afgeleid van het Latijnse "vastinus".  

## Toponymie
Zowel in het Frans als het Nederlands zijn vele plaatsnamen en familienamen hiervan afgeleid.
- de Wastineroute in Tielt
- de Wastineroute in De Pinte [3]
- de wijk Wastijne in Dendermonde[4]
- Wastines, een dorp bij Perwijs[5]
- de Wastinestraat in Oostkamp[6]
- het kanton La Gatine en het graafschap Gâtinais in Frankrijk